# Louis d'Amboise (cardenal)
Louis d'Amboise (Francia, c. 1477 - Ancona, 17 de septiembre de 1510) fue un eclesiástico francés, obispo de Albi y de Autun y cardenal.

## Biografía
Hijo de Charles I de Amboise y de Catherine de Chauvigny, tuvo varios hermanos: François, que al entrar en religión cedió sus derechos de primogenitura a Charles, Guy, Marie y Catherine.
Gracias al favor del que gozaban ante el rey Luis XII de Francia su hermano Charles y su tío Georges, a los dieciocho años de edad fue nombrado obispo de Albi sucediendo a su difunto tío de su mismo nombre; cuatro años después fue promovido a la diócesis de Autun.
En compensación por la ayuda militar de Francia a los Estados Pontificios en la recuperación de Bolonia, que hasta entonces había estado bajo el gobierno de Giovanni II Bentivoglio, el papa Julio II creó tres cardenales franceses en el consistorio de diciembre de 1506: D'Amboise, Jean de La Trémoille y René de Prie.  El primero recibió el título de SS. Marcelino y Pedro.
Murió en Ancona en 1510, aunque basándose en su epitafio, que fue colocado muchos años después de su muerte, algunos autores fechan su fallecimiento en 1511 o 1517.  
Su cuerpo fue sepultado en Loreto y su corazón enviado a la catedral de Albi.